# 太田理愛
太田 理愛（、1978年〈昭和53年〉3月30日 - ）は、日本のスタントウーマンである。東京都出身。身長146センチメートル（2001年時点）。

## 人物
高校卒業後、アルバイトでヒーローショーの仕事を始める。現場で訓練を受け、アクション演技を学ぶ。TACに所属していた。
『美少女戦士セーラームーン』ショーのちびムーン役でデビュー。他にショーで『百獣戦隊ガオレンジャー』のガオホワイト役、『ビーロボカブタック』のカブタック、『燃えろ!!ロボコン』のロボコンなどを務める。穴吹工務店やビクターのテレビCMなどにも着ぐるみを着て出演している。
2001年公開の映画『ゴジラ・モスラ・キングギドラ 大怪獣総攻撃』ではバラゴン役で出演し、東宝特撮映画史上初の女性スーツアクターとなった。2020年に行われたトークイベントでも同映画が上映され、太田は「怪獣の動きを知るために休憩中も研究しました」と語っている。